# Nie bój się ciemności (film 2010)
Nie bój się ciemności (ang. Don't Be Afraid of the Dark) – amerykańsko-australijsko-meksykański horror z 2010 roku w reżyserii Troya Nixeya, wyprodukowany przez wytwórnię FilmDistrict. Główne role w filmie zagrali Katie Holmes, Guy Pearce i Bailee Madison. Jest to remake filmu Nie bój się ciemności z 1973 roku.
Premiera filmu miała miejsce 6 listopada 2010 roku. W Polsce premiera filmu odbyła się 26 sierpnia 2011 roku.

## Opis fabuły
Alex Hurst (Guy Pearce) przyjeżdża z córką Sally (Bailee Madison) i narzeczoną na Rhode Island, aby odrestaurować opuszczoną wiktoriańską posiadłość Blackwood Manor. Poprzedni właściciel zginął w niewyjaśnionych okolicznościach. Sally dokonuje w piwnicy przerażającego odkrycia. Ona i jej bliscy są w niebezpieczeństwie.

## Obsada
Źródło: Filmweb
- Katie Holmes jako Kim
- Guy Pearce jako Alex Hirst
- Bailee Madison jako Sally Hirst
- Jack Thompson jako Harris
- Garry McDonald jako Emerson Blackwood
- Alan Dale jako Charles Jacoby
- Julia Blake jako pani Underhill
- Nicholas Bell jako psychiatra
- James Mackay jako bibliotekarz
- Eddie Ritchard jako gospodyni
- Trudy Hellier jako Evelyn Jacoby
- Terry Kenwrick jako Bill

i inni.